# Шеремет, Иннокентий Викторович
Инноке́нтий Ви́кторович Шереме́т (29 мая 1966 Миасс, Челябинская область, СССР) — российский журналист, телеведущий, радиоведущий, продюсер. Основатель, владелец и генеральный директор Телевизионного агентства Урала (ТАУ), политический деятель, видеоблогер.

## Ранние годы
Родился 29 мая 1966 года, в городе Миасс Челябинской области. Отец Виктор Иванович Шеремет (1938—2016) — ученый-физик, доктор физико-математических наук. Мать Тамара Николаевна Шеремет (1941—2010) — инженер.
После окончания школы в 1983 году поступил на физический факультет УрГУ. После первого же семестра бросил учёбу и пошёл на завод. Работал разнорабочим, грузчиком, фрезеровщиком на станке с ЧПУ на оборонном заводе. В 1984—1986 служил в армии, в частях ВВС на Чукотке. После демобилизации вновь поступил в УрГУ — сначала на рабфак (в декабре 1986 года), а затем на факультет журналистики, который окончил в 1993.

## Журналист и телеведущий

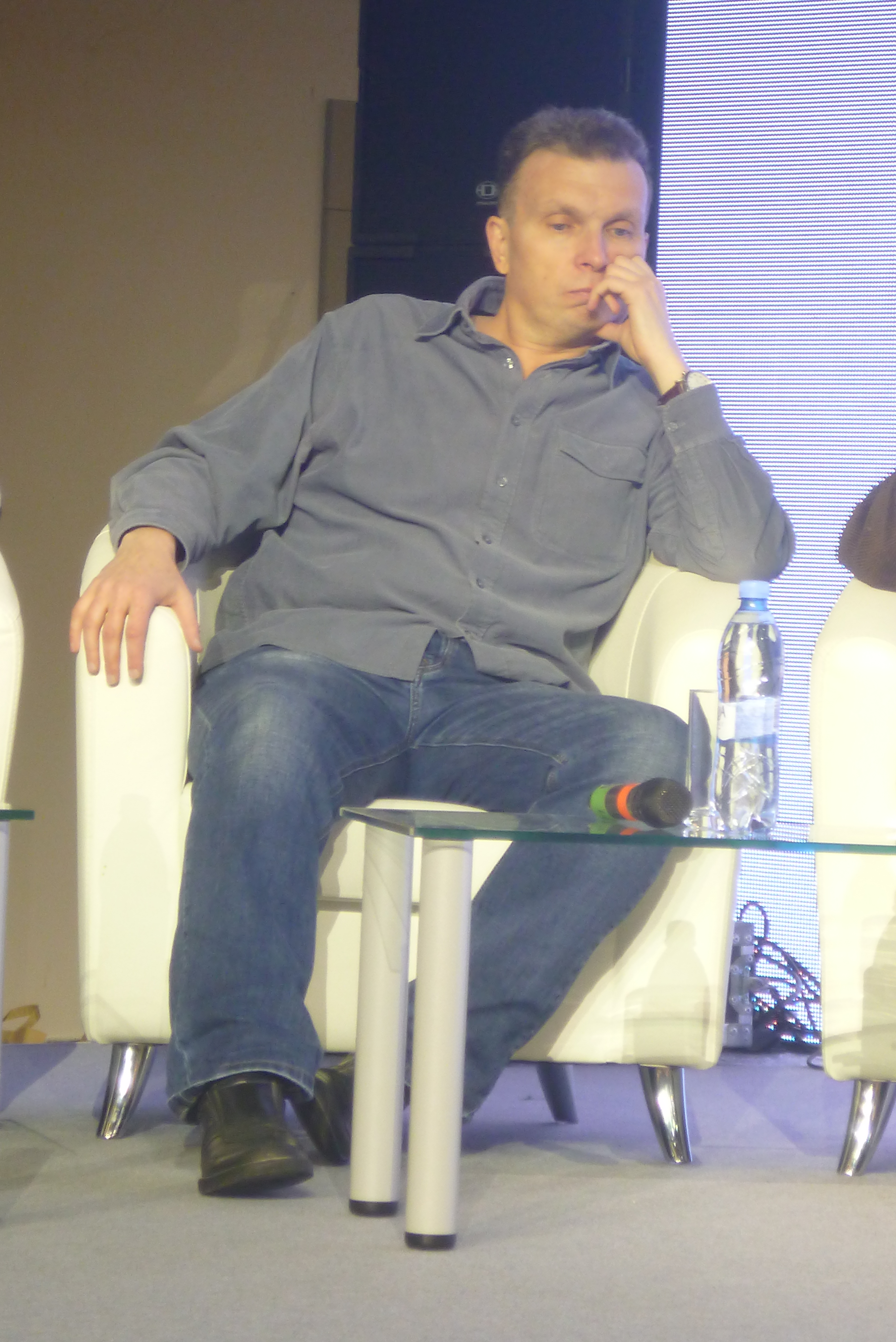
Иннокентий Шеремет на IX Уральском медиафоруме. Екатеринбург, 23 ноября 2018 года

В годы учёбы И. Шеремет работал сторожем и кочегаром, как журналист сотрудничал с радиоредакциями Свердловской ГТРК и Сахалинской ГТРК, с газетой УПИ «За индустриальные кадры». В 1991 году работал на радио «Студия Город» (Свердловск). В начале карьеры, по признанию Шеремета, его профессиональными ориентирами были ранний стиль публикаций в газете «Коммерсантъ», а также деятели российского телевидения Леонид Парфёнов (телепрограмма «Намедни») и Александр Невзоров (телепрограмма «600 секунд»). В период учёбы Шеремет жил в одной комнате общежития университета с будущим главой пресс-службы Главного управления МВД России по Свердловской области.
На телевидении с 1992 года. 2 января 1992 года И. Шеремет создал и возглавил службу информации телекомпании «Четвёртый канал», первого негосударственного телеканала в Екатеринбурге. В эфире появился в качестве автора, репортёра и ведущего новостной программы «Тик-Так».
Изначально еженедельный 15-минутный выпуск новостей «Тик-Так» стал ежедневной 25-минутной программой. Несмотря на это, из-за разногласий с руководством телеканала в июле 1994 года Шеремет уволился, а 1 сентября того же года в эфире екатеринбургского телеканала «АСВ» вышел первый выпуск новостей «9 ½» (Девять С Половиной»), произведённых собственной продакш-студией Иннокентия Шеремета «ТАУ — Телевизионное Агентство Урала», генеральным директором которой И. Шеремет бессменно является по настоящее время. Своё название новости «Девять С Половиной» получили от времени выхода в эфир — в 21:30. По мнению Шеремета, это было лучшее время для выпуска региональных новостей, идущее следом за федеральными новостными выпусками. Отличительными чертами программы стал выбор тем для сюжетов, а точнее отсутствие каких-либо ограничений в этом выборе, за исключением тем, не имеющих отношения к Уралу. На АСВ Шеремет в период избирательной кампании в Государственную думу 1995 года в эфире подверг оскорблениям одного из кандидатов — предпринимателя А. Э. Бикова. История этого конфликта была такова. Шеремет в эфире поставил фамилию кандидата в женский род, на что получил письмо из его избирательного штаба с просьбой принести официальные извинения. Ответом стало новое грубое выступление Шеремета против Бикова. После этого штаб Бикова обратился к руководителям СМИ Екатеринбурга, что вызвало новое грубое выступление Шеремета в эфире. В своем выступлении Шеремет отнес Бикова к группе «околополитических зверьков», о которых «Телевизионное агентство Урала будет вытирать ноги и смешивать с дерьмом». Выступления телеведущего были подвергнуты двум экспертизам (психологической и филологической), которые показали, что в желании оскорбить и унизить человека Шеремет продемонстрировал широкий спектр средств: брань, угрозу испортить карьеру (обещание, что ТАУ сможет сделать так, что «персонажа не возьмут даже техничкой в ЖЭК»), обвинения, подчеркивание убожества и неполноценности кандидата, заведомо неграмотные слова для выражения пренебрежения («всяких разных там нелепых кандидатов», «фамилие», «ихнего кандидата»), сравнил кандидата с животными, а также высказал предположение в его гермафродитизме. Как отметил эксперт, Шеремет мастерски использовал практически все возможные средства русского языка для оскорбления и унижения человека. С юридической точки зрения, по мнению исследователей А. А. Уварова и А. В. Кирпичниковой, высказывания Шеремета стали характерным примером нарушения журналистом как Конституции Российской Федерации, так и федерального закона «О средствах массовой информации».
В 1997 году программа Шеремета перешла с АСВ на «10 канал» телекомпании «Губерния», где ей было предоставлено намного больше эфирного времени. Это позволило выпускать на экран так называемые спецпроекты — документальных фильмы на спортивную тематику, в том числе об установлении мировых рекордов, об экстремальных путешествиях и горных восхождениях, об известных преступниках Урала, рассказов о художественных акциях и перформансах. Среди них «Экстремальная башня», «Осенний кабриолёт», «Селенга — Диксон — Екатеринбург», «Гора Болванов». Например, тема гибели девяти туристов на Перевале Дятлова в 1959 году легла в основу нескольких фильмов ТАУ. За спецпроект «Экстремальная башня» в 1999 году Телевизионное агентство Урала получило премию ТЭФИ.

### Информационная война с администрацией Екатеринбурга
В 1995—2005 годах шла «информационная война» между администрацией Екатеринбурга, возглавляемой Аркадием Чернецким, и командой губернатора Свердловской области Эдуарда Росселя. Каждая сторона имела в своем распоряжении телеканалы, освещавшие её точку зрения. В этом противостоянии программа Иннокентия Шеремета поддержала областную власть и активно критиковала администрацию Екатеринбурга. Последняя ответила судебными исками. Например, в 2004 году суд обязал Иннокентия Шеремета и телеканал ОТВ, на котором выходила программа «9 ½» опровергнуть высказывания в адрес Аркадия Чернецкого и компенсировать главе Екатеринбурга моральный вред. Кроме того, Чернецкий писал заявления в правоохранительные органы с просьбой возбудить против Шеремета уголовное дело за клевету и оскорбление, но прокуратура отказывала в этом. В этот период программа Иннокентия Шеремета была очень популярна. С 1999 года она стала выходить ещё на одном телеканале — принадлежащем властям области ОТВ. Иннокентий Шеремет и журналист ТАУ Владислав Некрасов стали прототипами героев детективного романа «Тайна третьей столицы» Шеремеха и Никрасова. Этот роман, подписанный псевдонимом П. Лотинкин, был издан более чем 100-тысячным тиражом и бесплатно попал в почтовые ящики екатеринбуржцев во время кампании по выборам губернатора Свердловской области в 2003 году.
В 2005 году противостояние команд Росселя и Чернецкого закончилось. Как губернатор, так и мэр вступили в «Единую Россию». В августе 2005 года Россель получил звание «почётный гражданин Екатеринбурга», а в 2008 году (впервые с 1995 года) на выборах мэра Екатеринбурга не был выдвинут против Чернецкого прогубернаторский кандидат.
После завершения информационной войны Шеремет перестал жестко критиковать Чернецкого. А в 2016 году Шеремет исключительно положительно отозвался о бывшем мэре Екатеринбурга, заявив, что не собирается «конкурировать с этим замечательным человеком, а тем более мешать ему» на выборах в Законодательное собрание Свердловской области.

### С 2010 года
После завершения информационной войны началось сокращение вещания программы Шеремета. С 2010 года руководство «10 канала» не продлило договор с ТАУ и программа Шеремета осталась только на ОТВ. В 2010-е годы практически прекратились съемки спецпроектов.
В условиях нехватки эфирного времени программа Шеремета активно продвинулась в Интернет. С 2010 года действует новый сайт ТАУ. В 2010 году сюжеты из новостей «Девять с половиной» стали ежедневно выгружаться на собственный канал «TAUEKB» на видеопортале YouTube. За первые пять лет существования этот канал собрал более 100 000 подписчиков и более 250 млн просмотров.. Однако к 2015 году это продвижение затормозилось из-за блокировок со стороны портала. В ответ Иннокентий Шеремет обвинил Google в подчинении интересам «педофильского лобби», заявив: «я вам точно говорю: педофилы сформировали в Гугле своё лобби». В январе 2017 года Шеремет подтвердил факт блокировок, сообщив, что на YouTube весь канал ТАУ блокируют по несколько раз в год на 2 — 3 недели.
По состоянию на 2016 год Иннокентий Шеремет является директором ООО «Девять с половиной — 9 1/2», которое выпускает одноименную телепередачу. Современный слоган программы «9 ½» звучит так: «Самые жёсткие и самые весёлые региональные теленовости в России, и, быть может, даже в мире». Передача продолжительностью 60 минут выходит на телеканале ОТВ по будням (1 раз в понедельник, по три раза в день во вторник, среду, четверг и пятницу) и один раз в субботу. Таким образом её суммарная продолжительность составляет 14 часов в неделю.
В августе 2021 года Шеремет объявил о закрытии Телевизионного агентства Урала и прекращении выпуска новостей «9 ½» после 1 сентября 2021 года в связи с финансовыми трудностями. В сентябре поступила информация о продолжении деятельности ТАУ в связи с поступлением помощи от спонсоров.
С 22 сентября 2021 года Шеремет является ведущим программы «Шеремет рулит» на радио «Комсомольская правда».
В 2022 году Шеремет работает ведущим на телеканале «Соловьёв. Live» (Уральская студия). Канал активен с марта 2020 года в Интернете, а c 7 апреля 2022 года занял частоты Euronews и ведет вещание по всей России в телеэфире и кабельных сетях.

## Поддержка Шереметом «Города без наркотиков»
Серьёзную информационную поддержку Шеремета и ТАУ получили появившийся в Екатеринбурге в 1999 году фонд «Город без наркотиков» и его глава Евгений Ройзман, позднее ставший депутатом Государственной думы Российской Федерации и главой Екатеринбурга. Сам Ройзман писал, что к Шеремету его в 1999 году привела журналистка ТАУ Кася Попова. Программа Шеремета одобряла такие методы сотрудников фонда, как приковывание наркозависимых наручниками. В 2003 году о деятельности фонда ТАУ сняло спецпроект в 4-х фильмах «Нарковойны». Известность, созданная программой Шеремета Ройзману, позволила ему сначала стать депутатом Государственной думы, а потом в 2013 году победить на выборах главы Екатеринбурга.
Поддержка со стороны программы Шеремета фонда «Город без наркотиков» фактически продолжилась даже после того, как Ройзман перешел в оппозицию к «Единой России». В 2011 году ТАУ организовало в Екатеринбурге проект «Чай на ТАУ» — несколько открытых мероприятий, на которые были приглашены в качестве выступающих в том числе сам Ройзман и его соратник Евгений Маленкин, причем Шеремет и его подчиненные были ведущими. По состоянию на 2016 год на сайте ТАУ написано: «дружба ТАУ с Фондом продолжается и по сю пору». Дружба эта выражается в разных формах. Например, в 2014 году Шеремет лично посетил судебное заседание по избранию меры пресечения соратнику Ройзмана Маленкину, где очень хвалил подсудимого, назвав его «народным героем», и просил отпустить его из-под стражи до вынесения приговора суда. В 2012 году Шеремет получил из Следственного комитета Российской Федерации запрос о предоставлении видеосюжетов ТАУ для решения вопроса о возбуждении уголовного дела против Евгения Ройзмана. Шеремет тут же оповестил об этом запросе общественность, опубликовав текст запроса в социальной сети.
Симпатия между Ройзманом и Шереметом носит взаимный характер. В вышедшей в 2014 году книге Е. Ройзман сообщает: «Все эти годы в самых тяжелых ситуациях он всегда был с нами. Не хитрил, не лукавил, не отъезжал. Он просто был одним из нас. Мы делали свою часть работы, он делал свою. Мы делали общее дело. Мы уважаем Шеремета. Мы уважаем Влада Некрасова и всех ребят и девчонок. А „ТАУ“ (Телевизионное Агентство Урала) — любим».
Руководству телеканала ОТВ «дружба» Ройзмана и Шеремета видимо не особенно нравится. В 2012 году ОТВ не стало показывать два сюжета, которые ТАУ сняло о фонде «Город без наркотиков».

## Телепрограммы
- Тик-Так (1992—1994 годы) — 4-й канал, Екатеринбург
- Новости «9 ½» — АСВ (1994—1997), 10 канал-Губерния (1997—2009), ОТВ (1999 — настоящее время), 4-й канал[32] (2021 — настоящее время), Екатеринбург
- Спецпроекты ТАУ — АСВ, 10 канал-Губерния, ОТВ, Екатеринбург
- «Чо происходит?» (2012), «Перец»[33]
- TAUEKB — канал на YouTube Архивная копия от 19 июня 2015 на Wayback Machine (после блокировки перенесён на канал Шеремета Архивная копия от 21 марта 2019 на Wayback Machine)

Фрагмент одного из эфиров Иннокентия Шеремета на shownewstv.ru, в котором Шеремет высказывал своё недовольство безграмотностью пользователей, писавших и говоривших с ошибками даже при употреблении русского мата, попал в 2017 году в один из выпусков шоу «+100500» Максима Голополосова.

## Особенности телепрограмм Шеремета
Новостная телепередача Иннокентия Шеремета до 2012 года обладала целым рядом особенностей. Она специализировалась на криминальных новостях, с использованием черного юмора. Для привлечения зрителя демонстрировался шокирующий видеоряд «чернухи» (убийства, кровь, трупы), часто сопровождавшийся словами иронии со стороны репортера в отношении того или иного сюжета. В других СМИ её характеризовали как «„шоу новостей“, в котором немало жестких сцен и специфического чёрного юмора». Генеральный директор телеканала ОТВ, на котором она выходила, отмечал, что это «специфические новости», которые были «построены на оценках». Сюжетами новостей были не только насильственные преступления. Например, в 2004 году Шеремет регулярно показывал руководителей тех предприятий Свердловской области, в которых существовали долги по заработной плате.
Однако в 2010-е годы материалы телепередачи Шеремета стали подвергаться своего рода цензуре со стороны телеканала ОТВ, на котором она выходила. Снятие материалов с эфира облегчалось тем, что Шеремет не мог ставить их в эфир телеканала по своему усмотрению. Каждый материал просматривался представителями телеканала ОТВ, которые могли не пропустить его в эфир. Этот факт подтвердил в 2012 году генеральный директор ОТВ Антон Стуликов, сообщивший, что канал покупает материалы Шеремета и может распоряжаться ими по своему усмотрению. При этом Стуликов сообщил, что «Если эти материалы не соответствуют действительности, мы можем их снять с эфира. И за последние два года это происходило не один раз». Толчком к изменению содержания телепередачи стало вступление с 1 ноября 2012 года в силу закона о защите детей от вредной информации. Руководству телеканала ОТВ поступило сообщение от областного управления Роскомнадзора о необходимости перенести телепрограмму Шеремета на 23:00. Шеремет выступил против такого переноса, так как в этом случае другие СМИ смогут раньше него оповещать население о событиях. Этот спор кончился тем, что телепередача продолжила выходить в 21:30, но Шеремету пришлось дать обещание изменить её содержание. Еще одно ограничение связано с освещением деятельности фонда «Город без наркотиков». В мае 2013 года Евгений Ройзман заявил, что сразу после того, как Свердловскую область возглавил Евгений Куйвашев (это произошло в 2012 году) Шеремету «администрацией губернатора был озвучен жесточайший запрет на упоминание Фонда и публикацию фондовских видеоматериалов».
Кроме того, на содержание программы Шеремета оказывает влияние необходимость учитывать интересы властей Свердловской области, которым принадлежит телеканал ОТВ. Шеремет в 2012 году подтвердил это, отметив «В этом вопросе я вынужден принимать правила игры». Тем более, что и после 2012 года сохранилась практика предварительного изучения и в некоторых случаев недопуска в эфир материалов программы Шеремета со стороны телеканала ОТВ. Например, в 2014 году юридическая служба телеканала не пропустила сюжет Шеремета о родившейся в Екатеринбурге Юлии Липницкой за использование в нём кадров федеральных телекомпаний с олимпийской символикой. Впрочем, эти случаи не помешали Шеремету в январе 2017 года заявить, что в Екатеринбурге никто не снимал с эфира его репортажи и уверять, что в России и в Свердловской области существует свобода слова.

## Политическая деятельность
В апреле 1996 года Иннокентий Шеремет был избран депутатом Палаты Представителей Законодательного собрания Свердловской области и депутатом Городской Думы Екатеринбурга от Верх-Исетского избирательного округа № 4. В Екатеринбургской городской думе Шеремет практически сразу вошел в постоянную Комиссию по вопросам городского хозяйства и муниципальной собственности.
В апреле 1998 года И. Шеремет вновь баллотировался в Палату представителей Законодательного собрания Свердловской области, но снял свою кандидатуру за несколько дней до выборов в знак протеста против грязных предвыборных технологий. В своих интервью И. Шеремет неоднократно признавался, что не жалеет о завершении своей депутатской карьеры, поскольку полностью разочаровался в депутатстве.
Весной 2016 года Шеремет принял участие в праймериз «Единой России» в Законодательное собрание Свердловской области по одномандатному округу № 7 (Железнодорожный район города Екатеринбурга), по итогам которых занял третье место. После подведения итогов голосования Шеремет раскритиковал дебаты, проводившиеся на праймериз, назвав их «дистиллированными» и отметив, что «они откровенно навевали скуку». После этого Шеремет был выдвинут на второе место в списке кандидатов от «Единой России» в Законодательное собрание по Железнодорожной территориальной избирательной группы.
В 2018 году Шеремет участвовал в праймериз «Единой России» перед выборами в Екатеринбургскую городскую думу и по итогам голосования 3 июня 2018 года занял второе место по территориальной группе № 5 Железнодорожного района.
Иннокентий Шеремет поддерживает политику В. В. Путина. В 2012 году, когда у ведущего начались трения с телеканалом ОТВ (речь шла о переносе времени вещания программы «9 ½»), Шеремет заявил: «Считаю, что со мной расправляются за мою бескомпромиссную поддержку курса Путина на протяжении последних 13 лет». В 2016 году, в 17-ю годовщину назначения Путина исполняющим обязанности президента России, Шеремет принял участие в акции «Урал за Путина». Во время избирательной кампании агитировал даже школьников (во время встречи с юными журналистами 29 июля 2016 года) в манере, напоминавшей театральный спектакль: Шеремет назвал буддистов рабовладельцами и предположил, что в первый день Олимпиады в Рио-де-Жанейро может начаться война. В 2016 году как в период избирательной кампании, так и после неё Иннокентий Шеремет лично ходил в рейды «Единой России» по торговым точкам Екатеринбурга: искали испорченные продукты, а также факты незаконной продажи спиртосодержащей продукции.
К деятельности Алексея Навального Шеремет относится отрицательно и называл политика провокатором. Шеремет одобрил действия полицейских, которые задержали его сына Федора на акции протеста против пенсионной реформы, организованной сторонниками Навального в Екатеринбурге.

## Семья

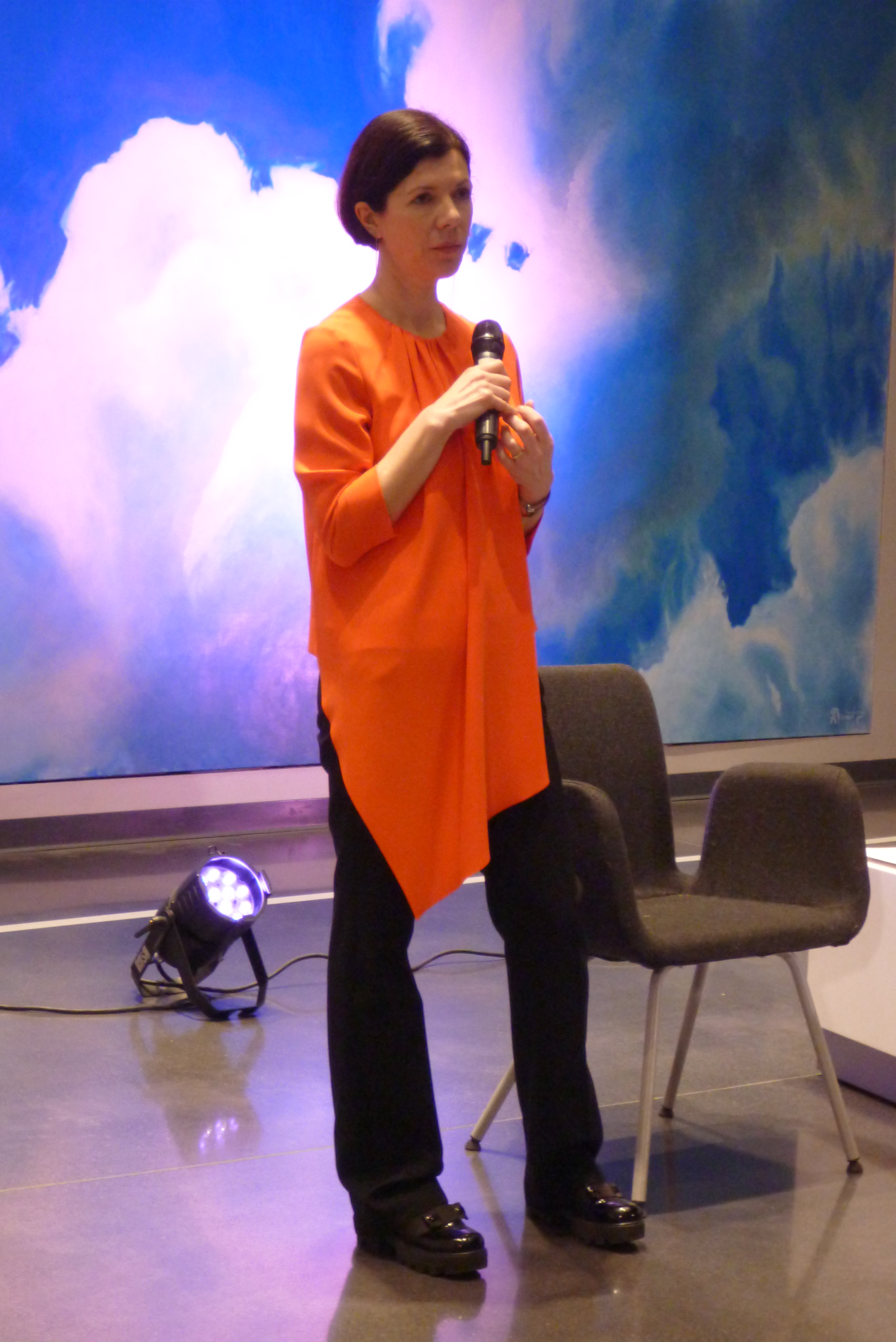
Жена Шеремета Анна Матвеева. 19 февраля 2019 года

- Женат с 1998 года на писательнице Анне Александровне Матвеевой, являющейся также журналистом и редактором[56][57].
- В семье трое детей: Тимофей (1999), Егор (1999), Фёдор (2002).

## Увлечения
Телевидение, чтение, путешествия, коллекционирование картин уральских художников-примитивистов.
Владеет коллекцией макетов парусных кораблей, батальных диорам и военно-исторических миниатюр.

## В кино
- Кадры с Иннокентием Шереметом присутствуют в голливудском фильме «Тайна перевала Дятлова» (англ. The Dyatlov Pass Incident)[58] — режиссёра Ренни Харлина, вышедшем на экраны в 2013 году[59]. Сам Иннокентий Шеремет назвал киноленту чушью и объяснил свое появление в фильме тем, что в августе 2012 года его снимал телеканал «Россия-24», причем было обещано, что эти кадры попадут в американский фильм[60].

## В литературе
- В книге писателя с псевдонимом «Евгений Монах» (возможно криминального авторитета[61]) о преступном мире Екатеринбурга, изданной в 1997 году, молодому Шеремету посвящен следующий пассаж[62]:

 Киса врубил компактный переносной телевизор — скоро должен был начаться по четвертому каналу шереметовский «Тик-Так» — самое объективное изложение новостей из всех семи каналов, что ловит приставка ДМВ.
И на этот раз «Тик-Так» оказался на высоте. Показали даже сгоревшую дачу с останками телохранителя Хромого. Рассказал Шеремет и об убийствах Бати, Синицы и Хромого, высказав предположение о начавшейся разборке двух мафиозных группировок — «центровых» с «уралмашевцами».
— Весьма логично, а следовательно, правдоподобно, — резюмировал я, — сейчас каждая «шестерка»-боевик из их банд уверен, что между ними и правда война. Возможна самодеятельность, и это нам весьма на руку.
— А помнишь, Монах, — вдруг развеселился Киса, — как в прошлом году Цыпа предлагал налет на Шеремета? Когда тому премию в баксах дали как лучшему телеведущему новостей? А ты запретил?— Е. Монах. Братва
- В книге писателя Алексея Иванова «Ёбург» Иннокентию Шеремету и ТАУ посвящена глава, названная «Идущие на грозу»[63]:

«…В ТАУ работали бесстрашные репортёры: взвалив на плечи камеры, они шагали в самые горячие места — к ментам и бандитам, на разборки и пожары. Шеремета знали все, ему помогали политики и братки, врачи и художники. ТАУ поспевало раньше оперов: когда приезжал наряд, в дыму прогремевшей катастрофы журналисты уже деловито расставляли штативы. Шеремет не смаковал ужасы, но в 90-е они были обыденностью: сожжённые автомобили и залитые кровью подъезды; наркоманы, заживо разлагающиеся в притонах; матерный рёв ОМОНовцев на спецоперациях и трупы; ярость бандитов, на которых надели наручники, и истерики в зале суда. Свою программу Иннокентий Шеремет определил как „шоу новостей“: это не хипстерский инфотейнмент, не припадочно-сенсационный желтяк, а жизнь города как социальное шоу, в котором журналисты — аранжировщики, а не шоумены…»— А. Иванов, Ёбург. Глава 09. Губернский центр
При создании «Ебурга» ТАУ Иннокентия Шеремета оказало поддержку Иванову, предоставив писателю ряд материалов.

## Награды и премии
За свои достижения Иннокентий Шеремет был награждён:
- 2012 — премия «ТОП 50. Самые знаменитые люди Екатеринбурга» в номинации «Медиа»[65].